# Syrrhaptes paradoxus
Il sirratte, sirratte di Pallas o sirratte del Pallas (Syrrhaptes paradoxus (Pallas, 1773)) è una specie di uccello della famiglia degli Pteroclidi originaria dell'Asia centrale.

## Descrizione

### Dimensioni
Misura 27-41 cm di lunghezza, per un peso di circa 250-300 g nel maschio e circa 200-260 nella femmina. L'apertura alare è di 60-78 cm.

### Aspetto
Questo uccello voluminoso dai piedi piumati è facilmente riconoscibile quando le condizioni di osservazione sono buone. La sua struttura differisce sotto certi aspetti da quella degli altri pteroclidi, in quanto ha una testa relativamente piccola e una lunga coda che durante il volo fa sembrare più avanzata la posizione delle ali. Il maschio adulto ha testa arancio-ocra e nuca e petto grigi. La parte inferiore del petto è delimitata da sottili barre trasversali nere. La parte bassa dell'addome è di colore beige-bianco, delimitato da una larga fascia nera che circonda il ventre. Il dorso, le copritrici alari, le secondarie, il groppone e la coda sono di colore beige-sabbia, con degli chevron neri sulla mantellina e le scapolari, oltre a un gran numero di punti o linee nero-brunastre sulle copritrici medie e maggiori, vale a dire le copritrici delle primarie. Le remiganti primarie sono color gola di piccione. Il margine delle timoniere esterne è chiaro. La femmina è una versione del maschio dai colori più spenti, con screziature e macchie su vertice, parte posteriore delle copritrici auricolari, nuca e copritrici alari. La fascia ventrale, inoltre, è bruno-porpora e una sottile barra nera sottolinea la gola di colore beige. La zona grigia sul petto è assente. I giovani somigliano alle femmine. Tuttavia, in essi tutti i segni scuri distintivi su parti superiori e inferiori appaiono più attenuati.

## Biologia

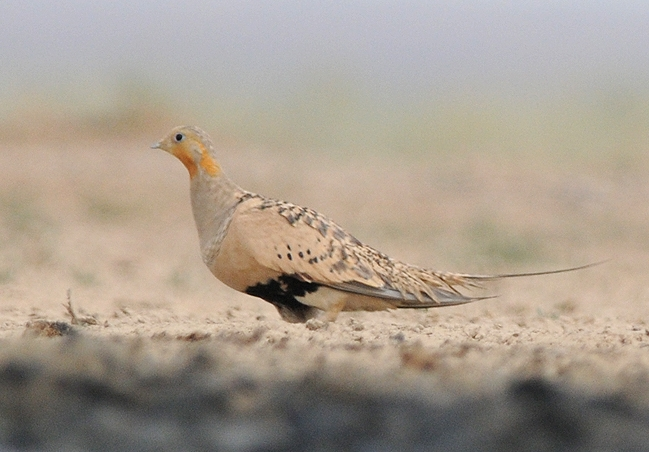

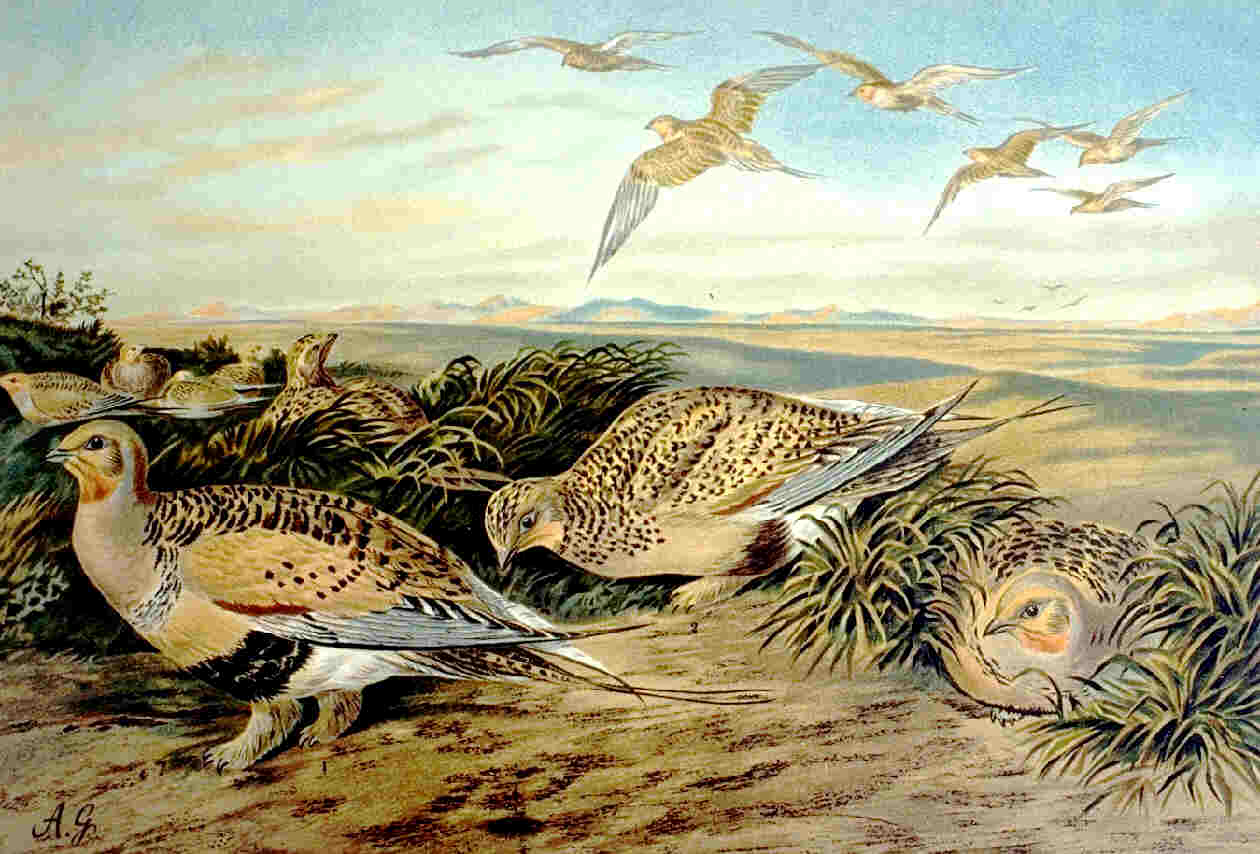

I sirratti conducono vita gregaria. Al di fuori della stagione riproduttiva possono essere visti in stormi di diverse centinaia di esemplari. Talvolta, in estate, anche gli esemplari che non si riproducono possono radunarsi in assembramenti. Questi uccelli non temono l'uomo e fanno sfoggio di notevole confidenza. Sono migratori parziali, che a volte danno luogo a vere e proprie «invasioni». Durante l'inverno, nel periodo che va da settembre ad aprile, le aree di nidificazione situate più a nord vengono abbandonate in massa. Tuttavia, lo sviluppo di questi spostamenti è perfettamente giustificato dall'arrivo di nevicate più o meno importanti, mentre le drammatiche e improvvise invasioni di interi territori che hanno avuto luogo nell'Europa occidentale nel 1863, 1888-89 e 1906, nel nord della Cina (1860) e in Manciuria (1912-13 e 1922-23) rimangono in parte ancora inspiegate. Tuttavia, possiamo trovare la causa di spostamenti così lontani dall'areale dalla combinazione di diversi fattori: inverni particolarmente rigidi e siccità prolungate che causano una drammatica carenza di risorse alimentari.

### Alimentazione
I sirratti hanno una dieta prevalentemente vegetariana. Si nutrono di semi di piante selvatiche e degli steli verdi di numerose specie vegetali, appartenenti alla famiglia delle leguminose, poligonacee, chenopodiacee, crucifere e graminacee. In alcune zone, mangiano anche semi di piante coltivate, come grano o miglio. Occasionalmente, compaiono sul suo menu anche ninfe di insetti. Non è insolito per questi animali razzolare sul terreno come volatili domestici in cerca di nutrimento. Talvolta i sirratti vanno ad abbeverarsi di sera, ma lo fanno soprattutto al mattino tra le 6 e le 10. Il picco di maggiore attività si registra tra le 9 e le 10, e termina in ogni caso entro mezzogiorno.

### Riproduzione
Il nido è costruito a terra, senza alcuna imbottitura, a volte nascosto da erba o cespugli, in un ambiente coperto di detriti. I sirratti nidificano generalmente in piccole colonie libere nelle quali i nidi distano tra 4 e 6 metri tra loro. La femmina depone abitualmente 3 uova a forma di ellisse, di colore beige o giallo-ocra macchiato di marrone, che vengono deposte in un intervallo di 4-5 giorni e la cui incubazione dura da 22 a 28 giorni dopo la deposizione del primo uovo. La femmina si dedica probabilmente da sola alla cova, anche se in alcune occasioni è stato segnalato anche l'intervento del maschio. Come nella maggior parte degli altri pteroclidi, quest'ultimo è incaricato di portare l'acqua ai piccoli. I giovani sono in grado di volare a partire dall'età di 25 giorni e acquisiscono il piumaggio tipico degli immaturi a quella di 3 mesi. Raggiungono la maturità sessuale nella prima estate e si riproducono da marzo a luglio. Giovani ricoperti di piumino sono stati osservati anche in periodi successivi, a volte fino a inizio agosto. Tuttavia, non è stato possibile stabilire se tali casi corrispondessero a seconde o terze covate, se si trattasse di covate sostitutive o semplicemente di deposizioni tardive.

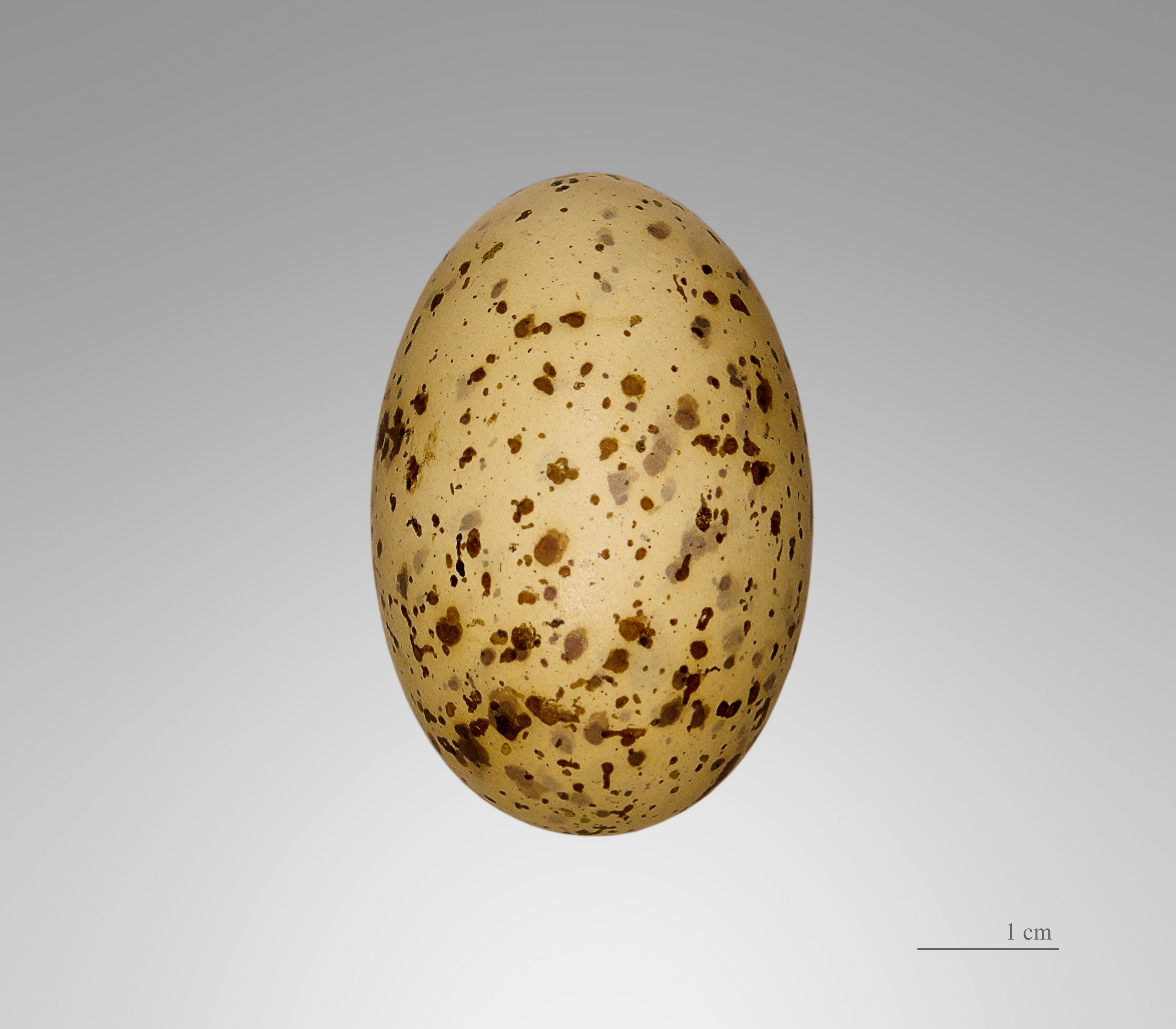
Uovo di Syrrhaptes paradoxus.

## Distribuzione e habitat
Il sirratte di Pallas frequenta zone aperte aride come steppe e zone semi-desertiche, ma anche regioni agricole coltivate. D'altra parte, evita le aree desertiche prive di acqua, dando la preferenza a regioni asciutte, pianeggianti o collinari, ma dotate di artemisia, arbusti e piante xerofile. All'interno del suo areale, lo troviamo in estate principalmente ad altitudini comprese tra i 1300 e i 3250 metri, mentre in inverno scende a quote più basse, che tuttavia non scendono mai al di sotto dei 2400 metri nel nord della Mongolia. Il sirratte è una specie endemica dell'Asia centrale e orientale. I limiti occidentali della sua distribuzione sono situati sulle sponde del mar Caspio e del lago d'Aral. Da qui, l'areale si estende attraverso Turkestan, Kazakistan, Siberia sud-occidentale, Mongolia meridionale e occidentale, Cina settentrionale e Tibet.

## L'enigmaticobarghelac
Nel capitolo LXXI del suo Milione, Marco Polo parla del barghelac (reso anche come bugherlac o bargelach - dal turkmeno bağırlak - in altre traduzioni), un uccello che vive nella «pianura di Bargu» (vale a dire la valle del fiume detto oggi Barguzin, a est del lago Baikal):
L'identificazione di questa specie è controversa; l'orientalista Henry Yule ritiene che si tratti quasi certamente del sirratte di Pallas; anche se con un nome simile (boghurtlak o baghurtlak) in lingua turca vengono indicate anche altre due specie di pteroclidi, la grandule mediterranea (Pterocles alchata) e la ganga (Pterocles orientalis), nessuna delle due abita nella regione corrispondente alla pianura di Bargu. Sempre Yule osserva che né il sirratte né gli Pterocles hanno zampe «da pappagallo», anche se il riferimento al pappagallo potrebbe essere spiegato da una certa similitudine nell'andatura, più che nella morfologia.